# 空中客车A220
空中巴士A220（英語：Airbus A220），原名為龐巴迪C系列（英語：Bombardier CSeries），是一款由龐巴迪宇航所研製的窄體雙引擎客機，龐巴迪对其的市場定位為100至149座級的客機。
2017年10月16日，龐巴迪以象徵性1美元向空中巴士售予C系列項目的50.01%的控股權，龐巴迪保留31%，魁北克投资局則持有19%；翌年7月10日，龐巴迪和空中巴士公司在圖盧茲宣佈C系列客機改名為「空中巴士A220」。
2020年2月13日，龐巴迪宣布已經談妥將餘下的控股權出售。魁北克投资局在沒有現金代價下，持有權益提高到25%。空中巴士需為交易支付龐巴迪5.91億美元，此次購買後持有權益提高到75%，並可在2026年後贖回魁北克投资局所持有的權益。

## 發展

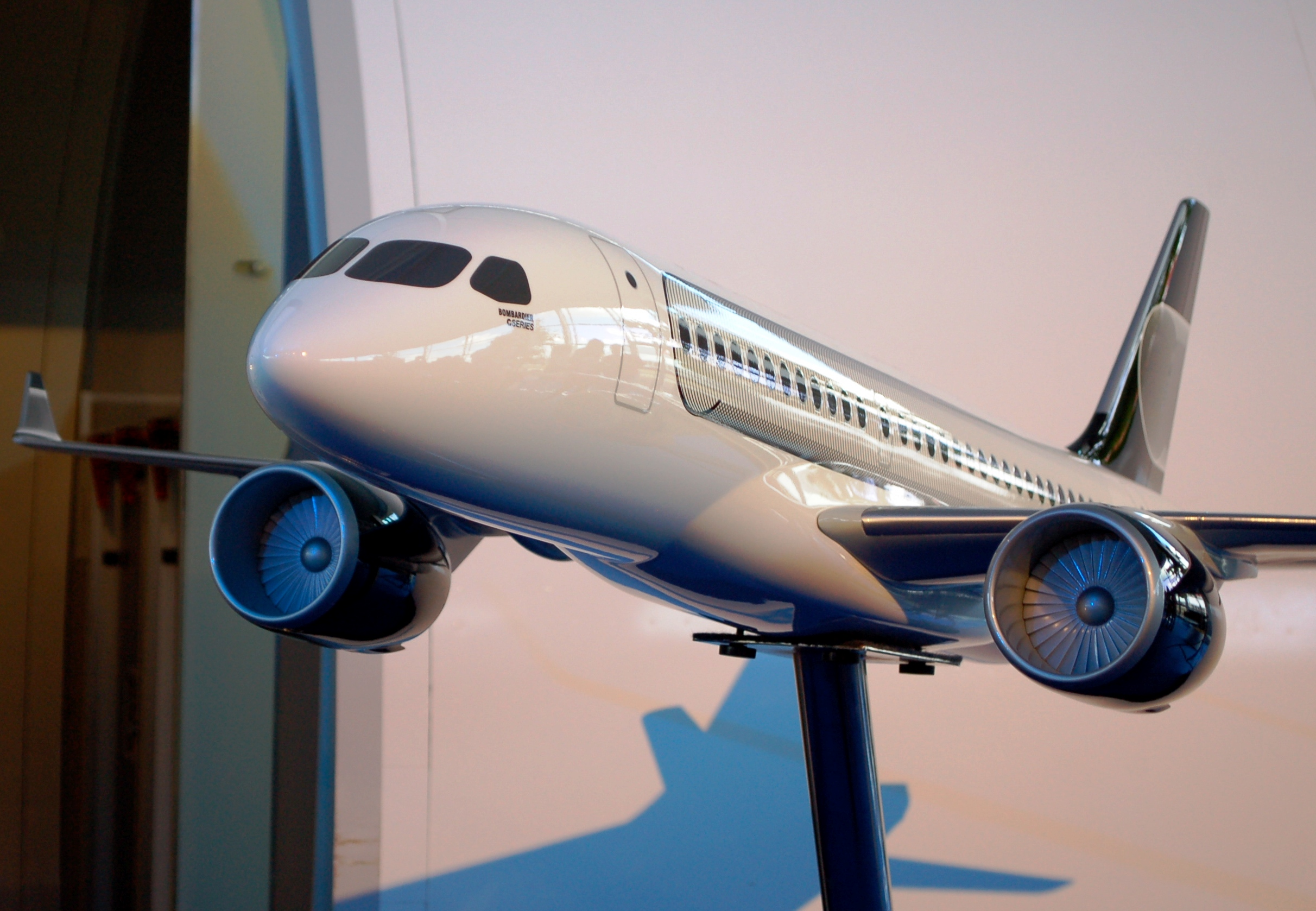
C系列顯示模型

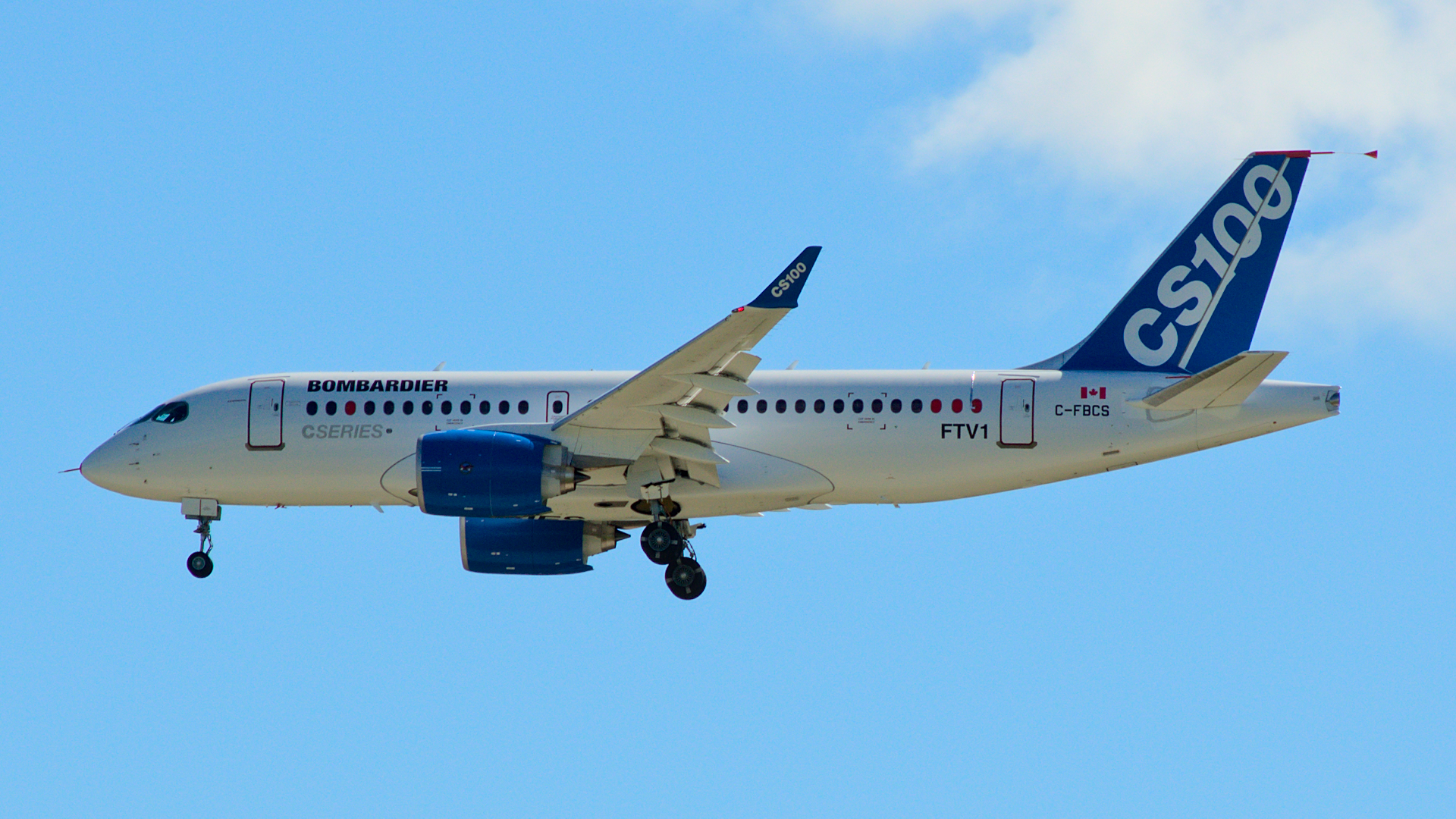
CS100

在開發C系列之前，龐巴迪宇航曾推出BRJX計劃，即是Bombardier Regional Jet eXpansion（龐巴迪支線客機擴充型 ），是一款比CRJ更大的客機，客艙採用更寬的機身和2+3座位排列方式，載客量為80至120人，定位為支線客機和幹線客機之間，根據預想，相當於在支線航線上提供幹線客機的營運水準，但後來對手巴西航空工業推出一款比BRJX更佳的E系列，使BRJX計劃因競爭的前途未卜被迫取消。
但龐巴迪並沒有放棄更大的飛機，早在2004年，龐巴迪宇航宣佈將會研發一款比CRJ更大的新客機C系列，這款型號更用來取代被取消的BRJX計劃，預計於2010年投入服務，這將會是龐巴迪宇航首次與兩大飛機集團波音和空中巴士的窄體客機進行直接競爭。在2005年4月，龐巴迪宇航宣佈C系列的兩款型號，分別為C-110和C-130，110和130指其載客量分別達110人和130人，機身將由中國航空工業第一集團公司製造，與波音787和A350一樣，機身大量採用複合材料，客艙採用3+2座位排列設計，引擎掛在主翼下，類似波音717和737的結合型。
然而，當時自C系列推出以來前途未定，並沒有接到任何訂單，使龐巴迪宇航在2006年1月31日暫停C系列的研發工作，但保留其研發團隊，以便向外界推銷和分擔將來的研發風險。由於C系列被迫暫停，使龐巴迪宇航在2月18日宣佈將會研發一款比CRJ-900更長的客機CRJ-1000來搶佔市場。
2007年1月31日龐巴迪宇航宣佈C系列研發工作將會繼續，在11月宣佈C系列會採用普惠引擎，預計在2015年投入服務，C系列將會有更大窗戶的和行李架，而耗油量和營運成本會比對少分別少20%和15%。2008年7月13日，在範堡羅航空展中龐巴迪宇航宣佈C系列取得來自漢莎航空的30架確認訂單和30架意向訂單，資金確保的情況下可正式展開研發工作。C系列的航電系統由羅克韋爾柯林斯供應，生產線會在蒙特婁以北的工廠進行。
2013年9月16日上午龐巴迪首架C系列飛機FTV1成功首飛。該CS100航機於09:55從魁北克的米拉貝爾機場起飛，并於12:25返回。次年5月29日，試飛機1號在進行地面測試時引擎發生火警，需全面停飛。經調查後發現是引擎的潤滑系統出現問題。2014年9月7日，裝上新改良引擎的試飛機恢復試飛。2015年2月27日，較大型的CS300首次試飛成功。並於2015年12月18日取得加拿大運輸部型號合格證。2016年6月15日取得美國FAA及歐洲EASA的型號合格證。首班載客航班是瑞士國際航空，於2016年7月15日，由蘇黎世飛往巴黎夏爾·戴高樂機場。第一架CS300於2016年11月29日由龐巴迪將飛機交付給波羅的海航空，首班載客航班於2016年12月14日由拉脫維亞里加國際機場飛往阿姆斯特丹斯希普霍爾機場。

### 空中巴士接手
2017年9月，C系列客機的銷售遭遇突襲，波音向美國商務部提起反傾銷訴訟，指控龐巴迪以遠低於市場價的價格向達美航空傾銷C系列客機，嚴重損害波音737系列客機的銷路，並要求對C系列客機徵收80%的反傾銷關稅。但是有業內人士指出：龐巴迪針對地區航空市場所推出的100人座中小型支線客機，波音在717停產後，現在根本不製造這種飛機，跟737的縮短系列並不重疊之外，而且達美航空身為龐巴迪早期客戶，已經表明不購買波音737客機，根據業內習慣，開發客機都會依照航線的需求定製規格，航司與製造方雙方早先的時候就已經密切合作，顯見C系列並非單靠折扣的價格取勝。但緊接著到了10月7日，美國商務部就隨即宣布對C系列客機徵收高達300%的懲罰性關稅。極限舉措一度引發美加外交緊張。
就在許多人以為C系列客機會就此黯然退出美國，失去世界最大的客機市場的時候，情況有了出乎所有人意料的轉變。10月16日，歐洲的對手空中巴士加入這一競爭關係中，一反波音認為C系列與737同級的看法，空中巴士將C系列看成是A320以外的補充，由於空中巴士在100座級客機的經驗尚有空白，而本身的A318系列銷售不佳的背景下，空巴和龐巴迪兩家公司很快達成合作協議：龐巴迪以1美元的象征价格出讓C系列項目的50.01%的控股權，空中巴士成為最大股東；作為回報，允許龐巴迪借用空中巴士在阿拉巴馬州莫比爾的基地對賣給美國客戶的C系列客機進行最後總裝，以此避開美國商務部的懲罰性關稅，空中巴士更會幫助龐巴迪推廣C系列客機。
為了鄭重其事，龐巴迪特意派出一架CS300原型機飛到圖盧茲，與空中巴士的A320neo原型機合影。這種顛覆性結果的情況下，美國政府在空巴出手後，到了2018年1月26日一改先前的態度，由美國國際貿易委員會四名委員一致裁定龐巴迪宇航C系列未有對美國造成損害，並推翻了徵收懲罰性關稅的結論。委員會的報告其後於2月公開。3月22日，波音表示不會就裁決繼續作出上訴。
可是這並沒有拆散空中巴士和龐巴迪的合作，2020年7月10日，空巴和龐巴迪更在圖盧茲宣佈重大消息：庞巴迪公司以5.91亿美元的价格将C系列全部股份出手给了空客，C系列客機將直接改名為「空中巴士A220」加入空巴大家族之中，旗下兩種型號CS100和CS300分別改名為「A220-100」和「A220-300」，使公司馬上就可以在100人級距的客機市場佈局。完成收購納入空巴後，動用長期經營的品牌力支持，使得C系列憑著空巴銷售網路，立即獲取了美國捷藍航空60架A220-300客機的大訂單，加上之前訂單，A220待交付數目已經超過400架，雖然龐巴迪公司失去了完整的控股權，但C系列最終起死回生，完成從一度被追打到大獲成功的傳奇轉變。空中巴士更樂觀預測含美國市場在內，未來20年整個市場將需要超過3000架A220客機。

## 訂購

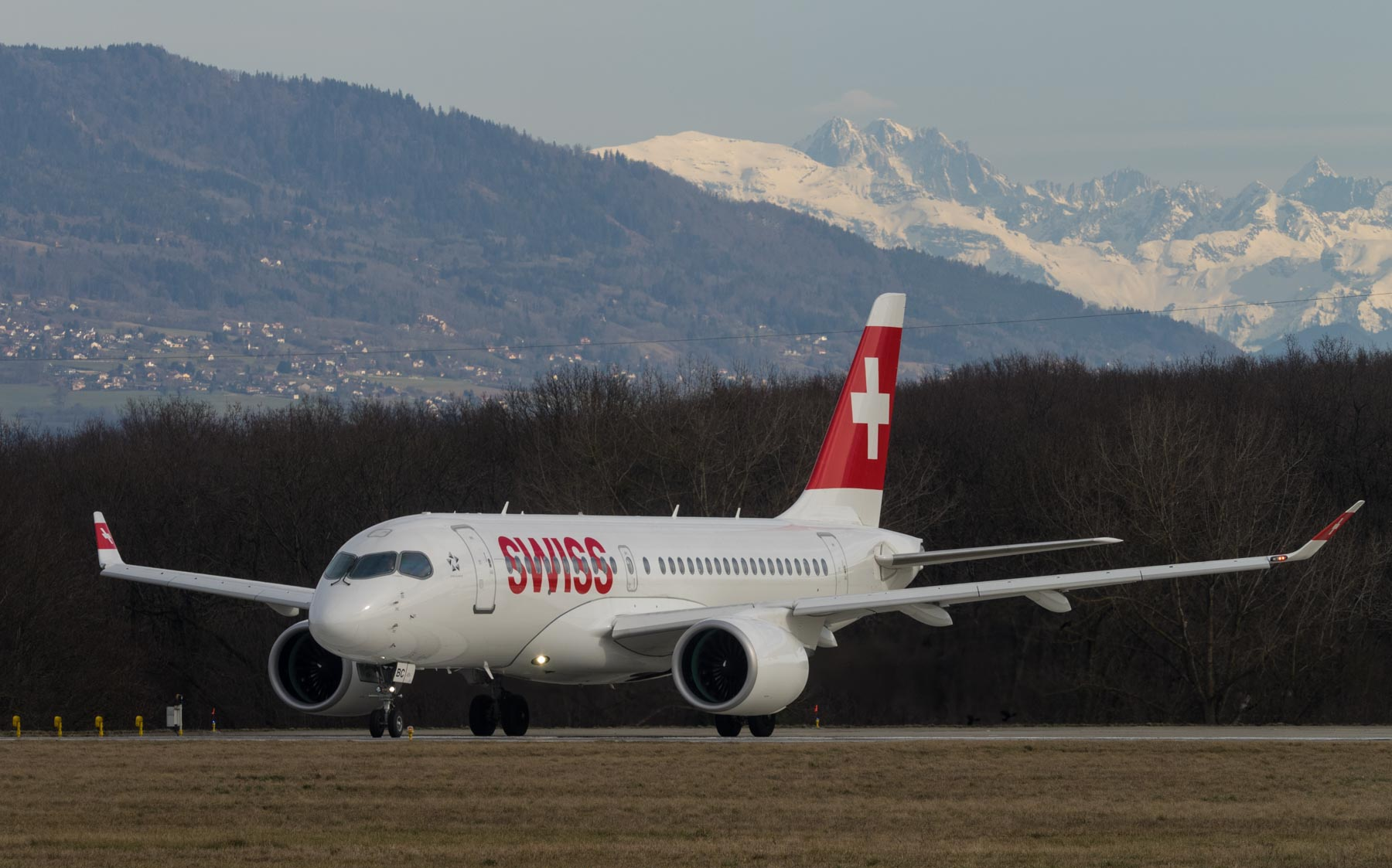
瑞士國際航空CS100客機

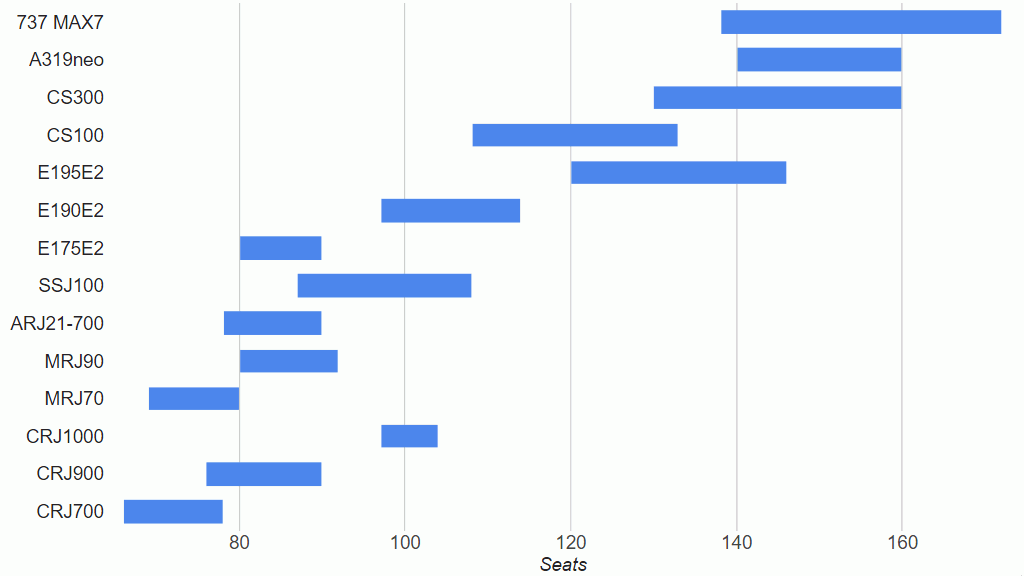
和其它對手飞机的座位数比较

數據截至2025年5月
| 型號     | 訂單 | 交付 |
| A220-100 | 98   | 72   |
| A220-300 | 806  | 346  |
| 總量     | 904  | 418  |

|      | 2009 | 2010 | 2011 | 2012 | 2013 | 2014 | 2015 | 2016 | 2017 | 2018 | 2019 | 2020 | 2021 | 2022 | 2023 | 2024 | 2025 | 總量 |
| 訂單 | 50   | 40   | 43   | 15   | 34   | 65   | −    | 117  | 12   | 165  | 63   | 30   | 38   | 105  | 141  | -9   | -1   | 904  |
| 交付 | −    | −    | −    | −    | −    | −    | −    | 7    | 17   | 33   | 48   | 38   | 50   | 53   | 68   | 75   | 29   | 418  |

訂單及交付數量：截至2025年6月

## 事故
2019年10月15日，瑞士航空宣布将旗下所有的A220共29架停飞以接受引擎安全检查。该公司在當年7月25日即发生过一起引擎涡扇碎片脱落、引擎空中停机的事件，当时涉事A220正在执飞日内瓦-伦敦航线，引擎碎片掉落在巴黎上空、飞机备降巴黎戴高乐机场。10月15日当天，有一架航班号LX359、伦敦飞往日内瓦的A220也因为引擎空中停机紧急备降巴黎，瑞士航空随即决定立刻停飞旗下A220全系，当时尚有3架正在执飞的航班，分别在完成当次飞行后退出服务。瑞航宣布将全面检查A220系飞机引擎（普惠PW1000G），部分原定执飞班次可能会被取消。空客表示会全力帮助瑞航减少损失和协助调查。FAA协助了瑞航调查，瑞航宣布在17日开始逐渐恢复A220执飞。所有的涉事飞机均为A220-300型号。

## 詳細規格
客機現時有兩個主要型號：A220-100及A220-300。
由於加長版A220將會進一步打擊A319neo的銷售，外界原認為空中客车不會開發A220-500。在股權轉讓前，空中客车也把她認定為A320系列的主要對手，以降價方式多次搶走龐巴迪的訂單。2022年9月，空中客车CEO吉拉姆・費瑞（Guillaume Faury）向投資者稱空中客车會在合適時機研發更大的A220。新客機的航程也會增加，讓航空公司可以開通更多跨大西洋航線。
|                                  | A220-100 （CS100） | A220-300 （CS300） |
| -------------------------------- | --- | --- |
| 機師數目                         | 2人 | 2人 |
| 機艙服務員                       | 2至5人 | 3至5人 |
| 座位數目                         | 135（最高載客量） 125（1級別，高密度） 110（1級別，標準密度） 99（2級別）                                                      | 160（最高載客量） 150（1 級別，高密度） 140（1級別，標準密度） 130（2級別）                                                    |
| 座位間距                         | 28英寸（71）（最高載客量） 30英寸（76）（1級別，高密度） 32英寸（81）（1級別，標準密度） 36英寸（91） 及 32英寸（81）（2級別） | 28英寸（71）（最高載客量） 30英寸（76）（1級別，高密度） 32英寸（81）（1級別，標準密度） 36英寸（91） 及 32英寸（81）（2級別） |
| 座位寬度                         | 18.5英寸（47） 標準座位 19英寸（48） 中等寬度座位 20英寸（51） 商務客位                                                        | 18.5英寸（47） 標準座位 19英寸（48） 中等寬度座位 20英寸（51） 商務客位                                                        |
| 長度                             | 35.0（114.8英尺） | 38.7（127英尺） |
| 翼展                             | 35.1（115英尺） | 35.1（115英尺） |
| 機翼面積（淨）                   | 112.3平方（1,209平方英尺） | 112.3平方（1,209平方英尺） |
| 高度（機尾）                     | 11.5（38英尺） | 11.5（38英尺） |
| 機艙最大直徑                     | 3.5（11英尺） | 3.5（11英尺） |
| 機艙寬度                         | 3.28（129英寸） | 3.28（129英寸） |
| 機艙高度                         | 2.11（83英寸） | 2.11（83英寸） |
| 機艙長度                         | 23.7（78英尺） | 27.5（90英尺） |
| 貨艙容量                         | 23.3立方（820立方英尺） | 31.1立方（1,100立方英尺） |
| 淨重 (OEW)                       | 33,300（73,400磅） | n/a |
| 最大起飛重量（MTOW）             | 63.7公噸（140,000磅） | 70.9公噸（156,000磅） |
| 最大降落重量（MLW）              | 54.7公噸（121,000磅） | 61.0公噸（134,500磅） |
| 最大載貨量                       | 3,629（8,001磅） | 4,853（10,699磅） |
| 最大載酬                         | 15,127（33,349磅） | 18,711（41,251磅） |
| 航距                             | 6,700（3,600海里） | 6,300（3,400海里） |
| 最大巡航速率                     | 0.82 馬赫（870 km/h，470節，541 mph）                                                                                          | 0.82 馬赫（870 km/h，470節，541 mph）                                                                                          |
| 巡航速率                         | 0.78 馬赫（828 km/h，447節，514 mph）                                                                                          | 0.78 馬赫（828 km/h，447節，514 mph）                                                                                          |
| 起飛所需跑道長度（最大起飛重量） | 1,219（3,999英尺） | 1,356（4,449英尺） |
| 降落所需跑道長度（最大降落重量） | 1,524（5,000英尺） | 1,463（4,800英尺） |
| 實用昇限                         | 12,497（41,001英尺） | 12,497（41,001英尺） |
| 發動機                           | 2× 普惠PW1500G | 2× 普惠PW1500G |
| 每台發動機推力                   | 84.1千牛頓（18,900磅力） – PW1519G 93.4千牛頓（21,000磅力） – PW1521G 103.6千牛頓（23,300磅力） – PW1524G                      | 93.4千牛頓（21,000磅力） – PW1521G 103.6千牛頓（23,300磅力） – PW1524G                                                         |

## 相关机型

### 空中客车产品线
- A220 - A300 - A310 - A320 - A330 - A340 - A350 - A380

### 类似机型
- 空中客车A320neo
- 波音737MAX
- 中國商飛C919
- 伊爾庫特MC-21
- 巴西航空工业E2系列

## 註解
1. ↑  瑞士國際航空2005年成為漢莎航空屬下子公司。

## 外部連結
- 龐巴迪宇航公司 （页面存档备份，存于）